# Giuliano Mozzani
Giuliano Mozzani (Carrara, ... – Parma, 1734) è stato un architetto e scultore italiano.

## Biografia
A partire dal 1711 lavorò per la corte ducale di Parma. Gli furono affidati vari incarichi riguardanti la trasformazione della reggia di Colorno da parte del duca Francesco Farnese attuata tra il 1690 ed il 1719.  
Non è chiaro se sia suo il progetto che ridisegnò l'aspetto esterno del palazzo, 
mentre è certo che collaborò con Ferdinando Galli detto il Bibbiena nel dare al cortile d'Onore l'assetto attuale, gli vengono inoltre attribuiti il fastigio marmoreo della real scala e l'eliminazione delle merlature dalle torri perimetrali. 

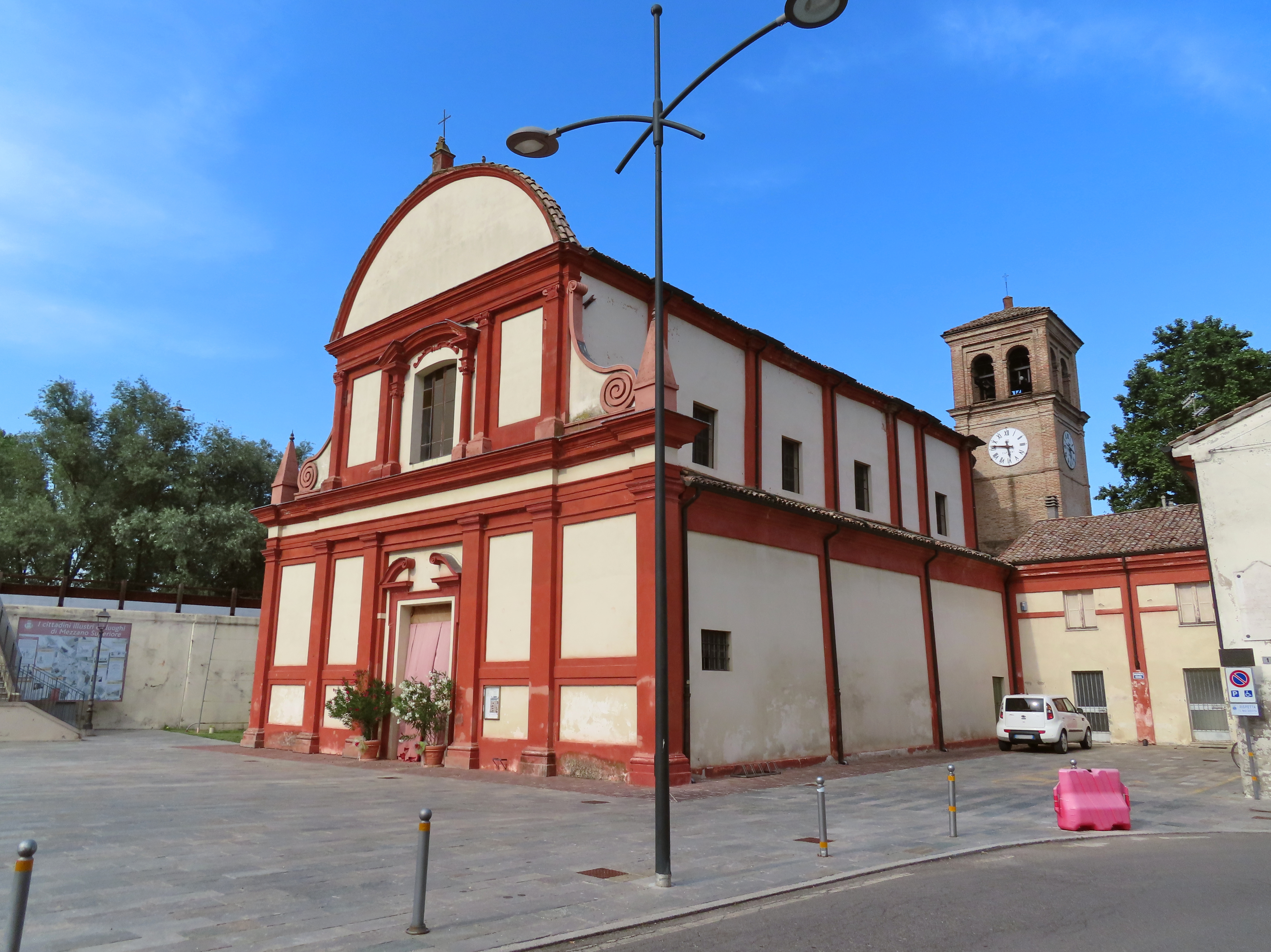
La chiesa di San Michele di Mezzano Superiore

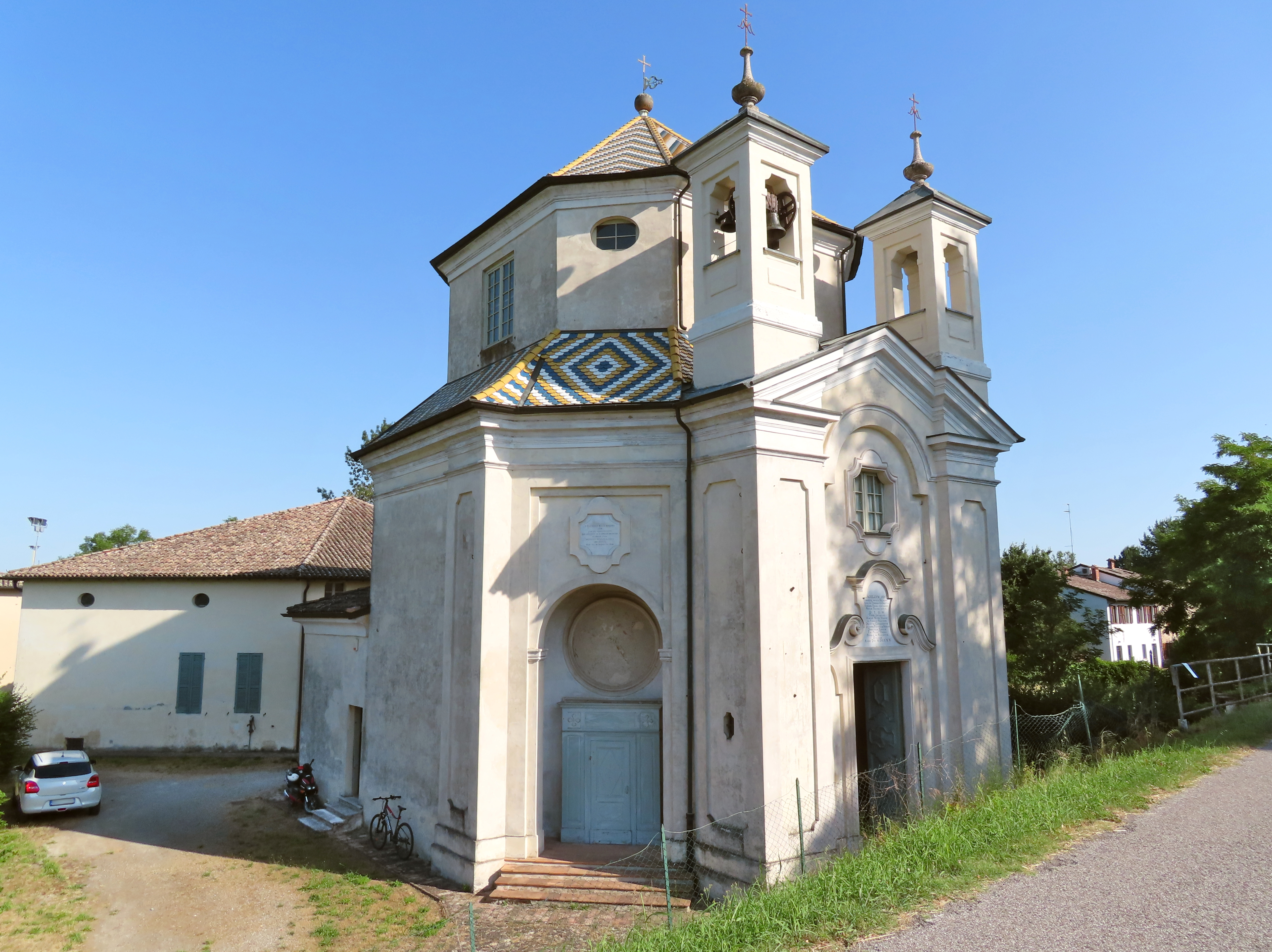
L'oratorio della Santissima Annunziata di Vedole

Realizzò diverse  fontane del giardino della reggia, tra cui la Fontana dei venti, realizzata in collaborazione con l'ingegnere idraulico Giovanni Baillieul, le Fontane dell'Obelisco e della Piramide. Tra il 1712 e il 1719 realizzò la fontana del Trianon ispirata all'omonima di Versailles. Vi sono raffigurati i fiumi Parma e Taro che al tempo stesso simboleggiano il duca Francesco Farnese e la moglie Dorotea Sofia di Neoburgo. Successivamente rimossa dal giardino di Colorno e privata di molte delle statue (dieci delle quali vendute dai Savoia) che la componevano, nel 1920 venne posizionata al centro del laghetto del parco ducale di Parma. Una sorte analoga subì anche la fontana di Proserpina, realizzata dal Mozzani per il parco della reggia, fu successivamente acquistata dalla famiglia dei Rothschild, attualmente si trova in Inghilterra nel parco di Waddesdon Manor.
Nel 1720 lavorò ad alcune chiese dei dintorni di Colorno: realizzò l'oratorio della Santissima Annunziata di Vedole dalla particolare pianta ottagonale e progettò il rifacimento della facciata di San Michele a Mezzano Superiore caratterizzata da un imponente timpano tondo.
Come scultore realizzò diverse statue per il giardino di Colorno tra cui il gruppo di Plutone e la fontana del Trianon oltre a due statue per l'altare maggiore della chiesa di San Vitale a Parma. Le sue realizzazioni scultoree richiamano fortemente le opere di Jean-Baptiste Boudard.